# Tailedbridgegitaar

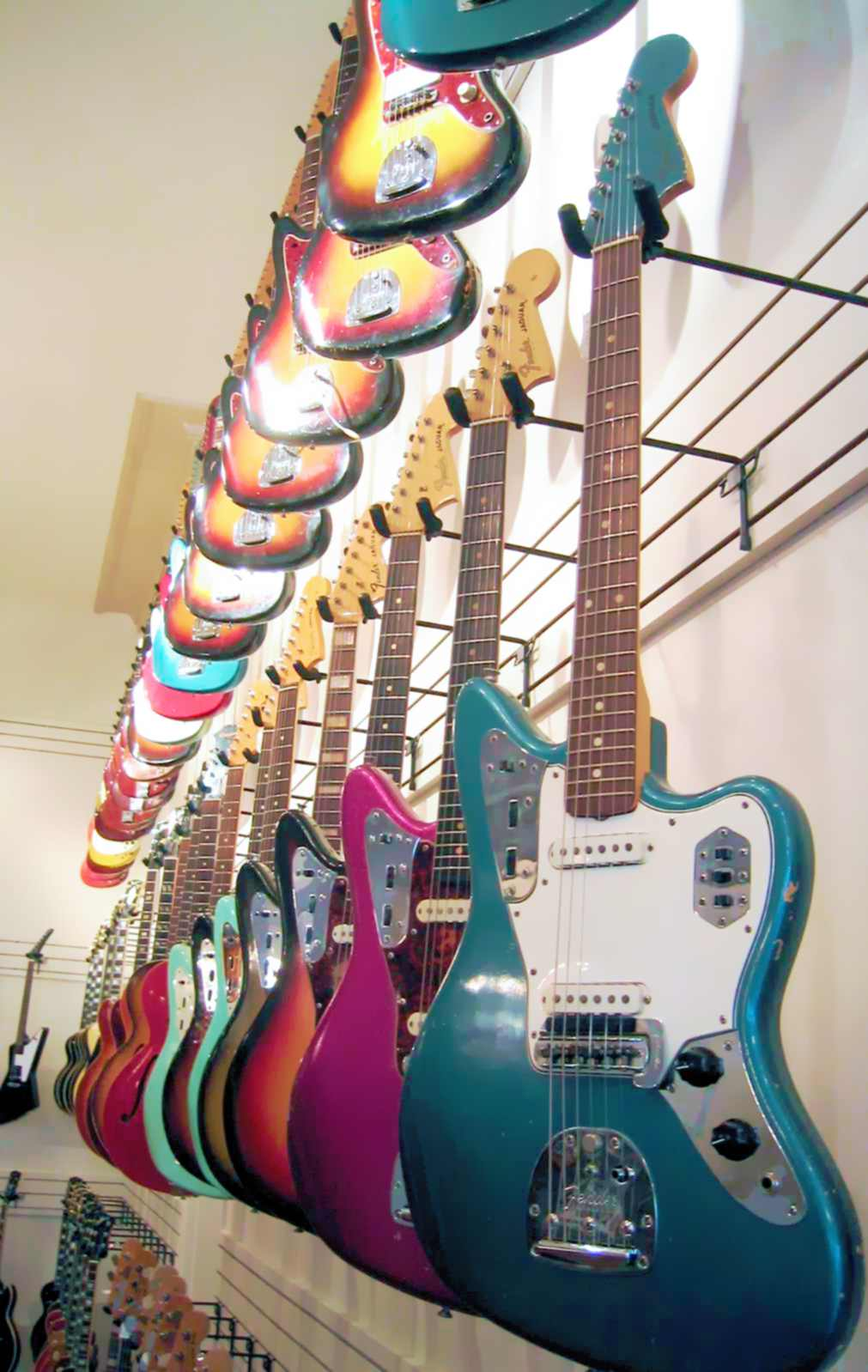
Fender Jaguar

Een tailedbridgegitaar is een elektrische gitaar met een tweedelige brug, waarbij achter de kam een snarenveld is naar het bevestigingspunt voor de snaren. Het snarenveld achter de kam zorgt voor een snaarresonantie die de klankkleur beïnvloedt en een specifieke galm veroorzaakt.
Fender bracht in de jaren zestig de Fender Jaguar en Jazzmaster uit, waarop deze brug aanwezig was. De gitaren waren commercieel weinig succesvol, juist vanwege de snaarresonantie en werden eind jaren negentig uit productie genomen. In de jaren tachtig werd dit gitaartype, met name onder noiserock en shoegazebands als Sonic Youth, Dinosaur Jr., My Bloody Valentine en Nirvana weer erg populair en besloot Fender de gitaren weer in productie te nemen. Het snarenveld achter de kam geeft een specifieke klank. Omdat de oude Jaguars vandaag de dag op de tweedehandsmarkt erg duur zijn geworden, zijn ook andere tailedbridgegitaren populair geworden, met name omdat elke tail (staart) een andere specifieke eigen klanksamenstelling heeft.

## Lijst van tailedbridgegitaren
- Antoria 994 (1963)
- Eastwood Delta 6
- Eko 700 4V
- Epiphone Casino
- Fender Jaguar
- Fender Jazzmaster
- Fenton Weill Dualtone
- Framus Strato Delux
- Hagstrom Futurama Coronado Automatic (1963)
- Hofner 172 (1963)
- Musima Deluxe 25
- Rosetti Airstream 11
- Rosetti Lucky Squir
- SX SJM
- Tele-Star H1
- Teisco Del Rey
- Teisco EV-2T
- Univox Hi-Flier
- Vox Shadow (1962)
- Vox Phantom